# 上岛内站
上島內站（韓語：상도내역）是朝鮮民主主義人民共和國两江道白岩郡山羊劳动者区的一個鐵路車站，属于白茂线。

## 邻近车站
白茂线
北溪水站 - 上島內站 - 島內站